# 프로야구 스피리츠 6
프로야구 스피리츠 6(일본어: プロ野球スピリッツ6)은 코나미 디지털 엔터테인먼트가 2009년 7월 16일에 플레이스테이션 3·플레이스테이션 2 전용으로 발매된 야구 게임. 프로야구 스피리츠 시리즈의 여덟 번째 작품이다.

## 개요
전작 《5 완전판》과 같게 PS2, PS3 더블 플랫폼 발매이다.
- 2009년 등록되어 있는 전 선수 데이터(육성 선수 제외)를 수록.
- 선수의 능력을 그래프화.
- 액션 요소를 배제한 감독 플레이 모드를 탑재. 각 선수의 타석 마다 지시를 실시한다.
- 실황 파워풀 메이저 리그 2009에 이어 월드 베이스볼 클래식 모드 포함.

## 광고판 논란
2009년 7월 11일 루리웹에 올라온 프로야구 스피리츠 6 동영상에 대한민국 정식 발매판에는 일본판과 달리 야구장 광고가 포함되어 있지 않은 것으로 확인되어 사용자 사이에서 현장감이 떨어진다는 불만이 나오고 있다.